# دانیل جونز (بازیکن فوتبال)
دانیل جونز (انگلیسی: Daniel Jones؛ زادهٔ ۲۳ دسامبر ۱۹۸۶) یک بازیکن فوتبال است.